# Elatostema tetratepalum
Elatostema tetratepalum es una especie de planta del género Elatostema, perteneciente a la familia Urticaceae.

## Taxonomía
Elatostema tetratepalum fue descrita por Wen Tsai Wang en 1982.

## Distribución
Se encuentra en el territorio del Tíbet.